# Tsodilo
Các đồi Tsodilo là một Di sản thế giới của UNESCO bao gồm nghệ thuật đá, nơi trú ẩn trong đá, hốc và các hang động. Nó được công nhận vào năm 2001 vì ý nghĩa tôn giáo và tinh thần độc đáo của nó đối với người dân địa phương cũng như là khu định cư của con người qua nhiều thiên niên kỷ. Ước tính có khoảng 4.500 bức tranh đá tại đây. Khu vực bao gồm một số ngọn đồi chính như đồi Trẻ em, đồi Nữ giới và đồi Nam giới.

## Địa lý
Có 4 ngọn đồi chính ở Tsodilo, cao nhất trong đó đạt 1.400 mét so với mực nước biển khiến nó là một trong số những nơi cao nhất tại Botswana. Bốn ngọn đồi thường được gọi là Nam giới (cao nhất), Nữ giới, Trẻ em và một đồi nữa không có tên. Nó nằm về phía tây bắc của Botswana, cách làng Shakawe khoảng 40 km và có thể đến đây thông qua một con đường đất khá tốt. Có một khu cắm trại giữa hai đồi lớn nhất, có vòi sen và nhà vệ sinh. Nó gần với những bức tranh nổi tiếng nhất của người San tại Tsodilo được phát hiện sau khi Laurens van der Post mô tả trong cuốn sách có ảnh The Lost World of the Kalahari năm 1958. Có một bảo tàng và đường băng nhỏ gần khu cắm trại.

## Khảo cổ học
Con người đã sử dụng các đồi Tsodilo như là nơi để vẽ tranh và tổ chức nghi lễ cách đây hàng nghìn năm. UNESCO ước tính rằng những ngọn đồi chứa 500 địa điểm riêng lẻ đại diện cho hàng nghìn năm sinh sống của con người. Nghệ thuật đá tại đây có mối liên hệ với những người thợ săn bắn địa phương. Người ta tin rằng tổ tiên của người San tạo ra một số bức tranh tại Tsodilo, và cũng là những người sống trong các hang động và nơi trú ẩn đá. Có bằng chứng cho thấy người Bantu cũng là tác giả cho một số tác phẩm nghệ thuật ở đây. Một số bức tranh đã có niên đại cách đây 24.000 năm trước.